# ميا ماي
ميا ماي (بالألمانية: Mia May)‏ (و. 1884 – 1980 م) هي ممثلة أفلام نمساوية، ولدت في فيينا، توفيت في هوليوود، عن عمر يناهز 96 عاماً.

## أعمالها

### أفلام
- خطيئة هيلجا أرندت (1916)
- حب هيتي ريمون (1917)
- هيلدا وارن اوند دير تود (1917)[5]

## جوائز
حصلت على جوائز منها:
- جائزة الفيلم الألماني [الإنجليزية]‏.

## وصلات خارجية
- ميا ماي على موقع IMDb (الإنجليزية)
- ميا ماي على موقع ألو سيني (الفرنسية)
- ميا ماي على موقع أول موفي (الإنجليزية)
- ميا ماي على موقع قاعدة بيانات الأفلام السويدية (السويدية)
- ميا ماي على موقع قاعدة بيانات الفيلم (الإنجليزية)
- ميا ماي على موقع ليتربوكسد (الإنجليزية)
- ميا ماي على موقع كينوبويسك (الروسية)